# Liga Nacional Superior de Voleibol Femenino 2005
La Liga Nacional Superior de Voleibol del Perú del 2005, fue la segunda edición de la competición nacional de clubes de voleibol del Perú. Se llevó a cabo del 8 de enero al 2 de marzo de 2005 y tuvo como ganador al Regatas Lima que logró su segundo campeonato consecutivo.

## Equipos participantes
| Club                      | Ciudad   | Sede                           | Capacidad |
| ------------------------- | -------- | ------------------------------ | --------- |
| A.E.L.U.                  | Lima     | C.D. Circolo Sportivo Italiano | 1.000     |
| Circolo Sportivo Italiano | Lima     | C.D. Circolo Sportivo Italiano | 1.000     |
| Deportivo Alianza         | Lima     | C.D. Circolo Sportivo Italiano | 1.000     |
| Deportivo Wanka           | Lima     | C.D. Circolo Sportivo Italiano | 1.000     |
| Divino Maestro            | Lima     | C.D. Circolo Sportivo Italiano | 1.000     |
| Géminis                   | Lima     | C.D. Circolo Sportivo Italiano | 1.000     |
| Internacional             | Arequipa | Coliseo Shirampari             | 1.000     |
| Latino Amisa              | Lima     | C.D. Circolo Sportivo Italiano | 1.000     |
| María Auxiliadora         | Piura    | Coliseo Gran Chimú             | 4.500     |
| Regatas Lima              | Lima     | C.D. Circolo Sportivo Italiano | 1.000     |
| U. César Vallejo          | Trujillo | Coliseo Gran Chimú             | 4.500     |
| U.N.A.S.                  | Huánuco  | Coliseo Shirampari             | 1.000     |

## Clasificación
El Regatas Lima se clasificó como campeón tras derrotar en la última jornada al Divino Maestro por 3-1 (26/24, 21/25, 26/24 y 25/18). En segunda ubicación culminó el Deportivo Géminis y en tercer lugar el Circolo Sportivo Italiano. En cuanto al descenso, el María Auxiliadora de Sullana perdió la categoría al no presentarse a sus dos primeros encuentros, mientras que el Deportivo Wanka jugó una definición por la permanencia contra el segundo de la DISURVOL.
| Perú                     |
| Campeón                  |
| Regatas Lima 2.do título |